# بیمارستان روان‌پزشکی گری‌استون پارک
بیمارستان روان‌پزشکی گری‌استون پارک (انگلیسی: Greystone Park Psychiatric Hospital) (که همچنین با نام بیمارستان روان‌پزشکی گری‌استون یا با نام ساده‌تر گری‌استون معروف بود) به بیمارستان روان‌پزشکی سابق و ساختمان تاریخی در شهر موریس پلینز، نیوجرسی که در تصرف خود اشت، اشاره دارد. دلیل ایجاد این بیمارستان، که در سال ۱۸۷۶ ساخت آن به پایان رسید، کاهش تعداد بیش از حد بیماران روانی در تیمارستان دیگر ایالت واقع در ترنتون، نیوجرسی می‌باشد.
این بیمارستان در ابتدا برای پذیرش ۳۵۰ بیمار ایجاد شد که بعد از چندین مرتبه که وسعت آن افزایش یافت، تعداد بیماران آن به بیش از ۷۷۰۰ نفر افزایش یافت که منجر به شرایط ازدحام‌آور بی‌سابقه ای رسید. در سال ۲۰۰۸، به علت شرایط ازدحام‌آور و رو به اضمحلال آن، دستور نعطیلی بیمارستان صادر گردید.